# Lång-Mölsen
Lång-Mölsen är en sjö i Vansbro kommun i Dalarna och ingår i Dalälvens huvudavrinningsområde. Sjön har en area på 1,07 kvadratkilometer och ligger 319,1 meter över havet. Sjön avvattnas av vattendraget Mölsbäcken.

## Delavrinningsområde
Lång-Mölsen ingår i det delavrinningsområde (668282-142496) som SMHI kallar för Utloppet av Lång-Mölsen. Medelhöjden är 329 meter över havet och ytan är 4,68 kvadratkilometer. Det finns inga avrinningsområden uppströms utan avrinningsområdet är högsta punkten. Mölsbäcken som avvattnar avrinningsområdet har biflödesordning 4, vilket innebär att vattnet flödar genom totalt 4 vattendrag innan det når havet efter 318 kilometer. Avrinningsområdet består mestadels av skog (53 procent) och sankmarker (24 procent). Avrinningsområdet har 1,07 kvadratkilometer vattenytor vilket ger det en sjöprocent på 22,8 procent.